# God of War: Ghost of Sparta
God of War: Ghost of Sparta es un videojuego de acción-aventura en tercera persona desarrollado por Ready at Dawn Studios y SCE Santa Monica Studio. Publicado por Sony Computer Entertainment, primero fue lanzado para la consola portátil PlayStation Portable (PSP) el 2 de noviembre de 2010. Esta entrega es la sexta de la serie completa God of War y cuenta con un sistema actualizado de combate un 25% más que su predecesor, también para PSP, God of War: Chains of Olympus. El juego ha vendido casi 1,2 millones de copias a partir de junio de 2012. Junto con Chains of Olympus, Ghost of Sparta fue remasterizado y lanzado el 13 de septiembre de 2011 como parte de God of War: Origins Collection para la consola de videojuegos PlayStation 3 (PS3). Sin embargo, el 28 de agosto de 2012 salió un pack en el cual salían todas las cinco entregas (incluyendo ésta y el Chains of Olympus), también para PlayStation 3 llamado God of War: Saga Collection.
Basado en la mitología griega, el juego está ambientado en la Antigua Grecia. Su protagonista es Kratos, el Dios de la guerra. Kratos es perseguido por las visiones de su pasado mortal y decide explorar sus orígenes. Viajando a la ciudad de Atlantis, Kratos encuentra su madre, Calisto, que afirma que su hermano, Deimos, está todavía vivo. Deimos ha sido encarcelado y torturado en el dominio de la muerte, Kratos intenta su rescate, culminando en un enfrentamiento con el Dios de la muerte, Tánatos. Ghost of Sparta, cronológicamente, es el cuarto capítulo de la serie, que se centra en la venganza como tema central.
El juego recibió muchos elogios por su historia, jugabilidad y gráficos. IGN afirmó que el Ghost of Sparta es "una historia más personal que cualquier otra entrega de GOW" mientras que PlayStation: The Official Magazine afirmó que es "Uno de los muchos mejores juegos de PS3". IGN también alegó que los gráficos son "mejores que una gran parte de juegos de PS2" y que es el "mejor juego en la PSP hasta el momento." El juego recibió varios premios, incluyendo mejor juego portátil, mejor juego de PSP en el E3 2010 y mejor juego portátil en el 2010 por parte de Spike Video Game Awards.

## Jugabilidad
El modo de juego es muy similar a los predecesores del juego. Es un videojuego de un jugador con una cámara fija que muestra una vista de tercera persona. El jugador controla el protagonista del juego, Kratos, en una combinación de combate, normal y rápido, con plataformas y elementos de juego de puzle. Cuenta con nuevas armas, poderes mágicos y habilidades de navegación que no están presentes en los juegos anteriores.
Las armas principales de Kratos son un par de cuchillas de doble cadena llamadas Hojas de Atenea y mientras el juego progresa, Kratos adquiere una nueva arma: las Armas de Esparta (una lanza y un escudo). Kratos también gana una habilidad llamada Plaga de Thera, que infunde sus hojas con fuego, actúa como la función de "Rabia", proporcionando el daño de ataque mayor. Como con los elementos de God of War III, esta capacidad se llena automáticamente. Las Armas de Esparta y la Plaga de Thera se utilizan para superar obstáculos ambientales. Kratos utiliza también habilidades mágicas, como el Ojo de Atlantis, el Azote de Erinias y el Cuerno de Bóreas. El Tridente de Poseidón se conserva aún.
El sistema de combate se ha actualizado. También se usa un "sistema de muerte aumentada", con armas específicas y animaciones de muerte. Al igual que con las anteriores entregas, el combate incluye una función de evento de Quick Time Event (QTE) que inicia cuando el jugador ha debilitado a un enemigo fuerte y tiene que presionar una serie de botones que salen en la pantalla.
Durante el juego, el jugador encuentra cofres con orbes de color verde, azul y rojo. Los orbes verdes reponen la salud, los orbes azules llena la barra de magia y orbes rojos proporcionan experiencia para mejorar las armas, hacer ataques nuevos y más potentes. El jugador también recoge orbes rojos por matar enemigos y destruir ciertos objetos inanimados. Además, como en los anteriores juegos, el jugador puede encontrar los ojos de Gorgona y plumas de Fénix y los cuernos de Minotauro, que aumenta gradualmente la salud, la magia y el fuego. El jugador debe encontrar cinco ojos de Gorgona, plumas de Fénix y/o cuernos de Minotauro para aumentar cada vez más sus respectivas barras hasta alcanzar el tamaño máximo.
Al completar el juego, se desbloquea el modo desafío, el desafío de los dioses, etc., que cuenta con cinco retos de Ares y tres desafíos adicionales de Atenea, siendo un total de ocho desafíos que pueden ser desbloqueados. Se ha añadido un modo llamado El templo de Zeus, que permite a los jugadores sacrificar con el fin de obtener orbes rojos (tanto en el juego y el modo desafío) para desbloquear características adicionales, tales como Los retos de Atenea, trajes bonus, vídeos detrás de las escenas y galerías de arte como recompensa. Completar cada nivel de dificultad también desbloquea recompensas diferentes. Una Arena de combate (similar a la versión en God of War III) que permite a los jugadores adversarios ajustar el nivel de dificultad. El minijuego sexual Quick Time también vuelve igual que las entregas anteriores en forma de un encuentro con varias mujeres.

## Sinopsis
Como con otros juegos de la franquicia God of War, God of War: Ghost of Sparta se establece en una versión alternativa de la Antigua Grecia, poblada por los Dioses del Olimpo, Titanes y otros seres de la mitología griega, como minotauros, gorgonas y cíclopes. Se establece inicialmente en el Monte Olimpo, Kratos tiene visiones de su pasado mortal y se embarca en una búsqueda para encontrar a su madre, Calisto, en la ciudad de Atlantis. Sabe que su hermano Deimos está todavía vivo, viaja a Esparta, y vuelve a Atlantis (ahora sumergida) y finalmente el libera a su hermano. Aunque tuvo éxito, el Dios de la muerte, Tánatos, interviene, llevando a Kratos a la cima del consuelo en una confrontación final.

## Personajes
Nota: Los siguientes personajes que hacen sus voces son del God of War: Ghost of Sparta en inglés
- Kratos: (voz de T.C. Carson) Protagonista y actual Dios de la Guerra.
- Atenea: (Erin Torpey) Diosa de la Sabiduría, de la guerra y aliada en potencia de Kratos, al estar ayudándolo siempre. Muchas veces tratará de convencerlo de que lo que hace sentará mal en el Olimpo, a modo de consejo.
- Deimos: (Mark Deklin) Hermano de Kratos cuyo propósito del juego, al verse Kratos obligado a rescatarlo a toda costa.
- Ares: (???) Antiguo Dios de la Guerra y culpable de haber secuestrado a Deimos, llevándolo a los dominios de la muerte dejándolo a merced de Tánatos.
- Laneo: (Fred Tatasciore) Siervo de Poseidón y encargado de mantener la maquinaria dentro del volcán de Atlantis.
- El Enterrador: (Paul Eiding) Enigmático enterrador que se presenta como aliado a Kratos, muchas veces ayudándolo.
- Rey Midas: (Fred Tatasciore) Señor de Pesinunte, el mítico Rey de Frigia el cual volvía oro todo lo que tocaba, esto se debía a un poder que le otorgó Dioniso. Luego de volver a su hija en oro, Midas se dio cuenta de que su toque era más una maldición que una bendición.
- Calisto: (Deanna Hurstold) Madre de Kratos, horriblemente transformada en monstruo por revelar el nombre del padre de este.
- Thera: (Dee Dee Rescher) Titánide prisionera en el volcán de la Atlántida. Luego de liberarla otorga el poder de imbuir con fuego las Espadas de Atenea.
- Poseidón: (Gideon Emery) Dios de los mares y defensor de Atlantis, por tanto, culpable de los tritones que aparecen a lo largo del juego. No aparece en el juego, exceptuando a la cabeza de una estatua con su cara, la cual amenaza a Kratos por haber destruido Atlantis.
- Erinias: (Erin Torpey y Jennifer Hale) Hija de Tánatos, el Dios de la muerte, y encargada de matar a Kratos. Está munida de un artefacto legendario que crea vacíos destructores (Azote de Erinias).
- Tánatos: (Arthur Burghardt) Dios de la muerte y causante de la tortura de Deimos, el cual lo tiene prisionero en los dominios de la muerte.
- El Disidente: (???) Prisionero de las mazmorras de Esparta, el cual escapa de su cárcel, y causante de la lucha contra el León del Pireo.
- León del Pireo: Monstruoso león que presenta batalla a Kratos al liberarlo el Disidente. Puede ser una alusión al León de Nemea.
- Último espartano: (Gideon Emery) Notable soldado entre las filas espartanas, el cual será el último guerrero y posiblemente el único sobreviviente de toda Esparta (después de Kratos).
- Escila: Un legendario monstruo marino, enviado por Poseidón para detener a Kratos.

## Argumento
Kratos ya convertido en el nuevo dios de la guerra gracias a que derrotó a Ares,una serie de flashbacks revela que un oráculo había predicho que la desaparición del Olimpo vendría no por la venganza de los Titanes, que habían sido encarcelados después de la Gran Guerra y por consiguiente, buscarían venganza, sino por un guerrero mortal con una marca. Los Olímpicos Zeus y Ares creyeron que este guerrero era un niño llamado Deimos, el hermano de Kratos, debido a su extraña marca de nacimiento a través de su cuerpo, cabeza y rostro de color rojo. Ares interrumpe el entrenamiento de la infancia de Kratos y Deimos (con Atenea viendo) y secuestrando a Deimos. Kratos intentó detener a Ares, sin embargo, éste responde aplicándole un golpe en el lado derecho del rostro (de ahí la cicatriz que él tiene en el ojo). Atenea detuvo a Ares de matar a Kratos. En el dominio de la muerte, Deimos fue encarcelado y torturado por Tánatos. En honor de su hermano, Kratos se había marcado a sí mismo con un tatuaje rojo, idéntico a la marca de nacimiento de su hermano.
Años más tarde, cuando comienza el juego, Kratos ha tenido lugar de Ares como el nuevo Dios de la guerra en el Monte Olimpo. Aún atormentado por visiones de su pasado mortal, Kratos decide explorar su pasado y viaja al templo de Poseidón, situado dentro de la ciudad de la Atlántida. El monstruo marino, Escila, ataca y destruye el buque de Kratos, Kratos decide luchar contra la Escila. Después de haber destruido parte de la ciudad, eventualmente mata a Escila.
Buscando en todo el templo, Kratos localiza a su madre, Calisto, que trata de revelar la identidad de su padre. Cuando Calisto de repente se transforma en una horrible bestia, su hijo se ve obligado a luchar contra ella y vencerla, y antes de morir, Calisto le agradece a Kratos y le suplica que busque a Deimos en Esparta. Antes de partir, Kratos se encuentra y libera al titán atrapado, Thera, que provoca la erupción de un volcán subterráneo y posteriormente se destruye la ciudad. Durante su escape, tiene otro encuentro con el enterrador enigmático, que advierte de las consecuencias de hacer enfurecer a los dioses.
Después de una batalla con Erinias, hija de Tánatos, Kratos llega a Esparta y es testigo de un grupo de espartanos que deciden derribar una estatua de Ares, con intención de sustituirlo con uno de Kratos. Kratos, a continuación, persigue a un disidente leal a Ares en las cárceles de Esparta, quien intenta matar a Kratos soltando el León del Pireo. Después de derrotar al León, Kratos viaja al templo de Ares, donde se encuentra con un espejismo de sí mismo, cuando era joven. Al derrotar a su súbita copia, obtiene la Calavera de Keres, de la cual Calisto le habló. Con esta reliquia en su poder, ahora puede volver a Atlántida y localizar el dominio de la muerte. Antes de salir, un espartano leal le da a Kratos sus ex-armas (durante los días de Kratos como un capitán del ejército espartano), le da Los brazos de Esparta. Después de regresar a la Atlántida hundida, Kratos recibe gran odio por parte de Poseidón por el hundimiento de su querida ciudad.
Al entrar en el dominio de la muerte, el espartano libera a su hermano encarcelado. Deimos enfurecido porque Kratos no lo rescató antes, nunca y lo perdonaría, Deimos ataca a Kratos, pero Tánatos, responsable de la tortura de Deimos interviene. Tánatos se lleva a Deimos al acantilado (el sitio de intento de suicidio de Kratos) y lo deja colgando, Kratos decide salvar a su hermano ayudándolo y lo sube. Entonces agradecido Deimos ayuda a su hermano luchando contra el Dios de la muerte. Tánatos ya convertido en un monstruo gigante aplasta con su mano en repetidas ocasiones a Deimos matándolo, Kratos al ver a su Hermano Muerto, Sus Espadas comienzan a Arder.Vuelve a su tamaño normal, Kratos Lucha contra Tánatos por matar a su Hermano y Logra Matarlo. Kratos recoge a su hermano en sus brazos y llevándolo al alcantilado, allí esperando el enterrador le dice a Kratos que lo colocara ahí y que el lo enterraría, además de que es advertido por el enterrador nuevamente de no enfurecer a los dioses, afirmándole a Kratos que él se ha convertido en la nueva muerte diciéndole "muerte... el destructor de mundos." Atenea aparece, pidiéndole perdón y convierte a Kratos en el nuevo Dios de la guerra, pero Kratos la ignora y vuelve al Olimpo, pero antes de entrar Kratos le promete a Atenea diciéndole "los dioses pagaran por esto."
Antes de los créditos, el enterrador coloca a Calisto en una tumba al lado de Deimos y una tercera tumba vacía diciendo "Ahora... solo falta uno". La escena final es un furioso Kratos sentado en su trono en el Monte Olimpo con el traje del Dios de la Guerra.

## Lanzamiento
La demo de God of War: Ghost of Sparta estaba disponible para jugar en la sección de juegos de Sony en el E3 2010 para los asistentes del evento. El demo duraba aproximadamente 15 minutos de duración, el demo mostraba a Kratos luchando contra una variedad de enemigos en mar y tierra, con el oponente principal, el monstruo marino Escila. El demo también cuenta con Kratos usando una nueva arma, Las "Armas de Esparta" (una lanza y un escudo) y el ataque mágico, "Ojo de la Atlántida". El 28 de septiembre de 2010, la demo se hizo disponible a todos los miembros de PlayStation Network para descargar desde la PlayStation Store.
El juego fue lanzado en Norteamérica el 2 de noviembre de 2010, en Europa el 3 de noviembre, en Australia y Nueva Zelanda el 4 de noviembre y en el Reino Unido e Irlanda el 5 de noviembre. En junio de 2012, God of War: Ghost of Sparta había vendido casi 1,2 millones de copias en todo el mundo. Junto con God of War: Chains of Olympus, el juego fue lanzado como parte del God of War: Origins Collection el 13 de septiembre de 2011 en Norteamérica y el 16 de septiembre en Europa. La colección es un puerto remasterizado de ambos juegos en la PlayStation 3, con características incluyendo gráficos de resolución de alta definición, 3D estereoscópico, bloqueados a 60 frames por segundo, la función de vibración DualShock 3 y trofeos. God of War: Origins Collection también fue lanzado para descargar en la PlayStation Store el 13 de septiembre de 2011 en Norteamérica. God of War: Origins Collection a partir de junio de 2012, la dicha había vendido 711.737 copias en todo el mundo. El 28 de agosto de 2012, la versión remasterizada de God of War: Ghost of Sparta — junto con God of War, God of War II, God of War III y God of War: Chains of Olympus — fue lanzado como parte del nuevo pack, God of War: Saga Collection bajo la nueva línea de colecciones de PlayStation de Sony para la PlayStation 3 en Norteamérica.

### Marketing
El juego también estuvo disponible en un edición limitada especial para PSP, que incluye el juego, un bono para descargar Chains of Olympus, un UMD de la película de 2010 Kick-Ass, 2GB de memoria Stick Pro Duo y un especial de 2 tonos de negro y rojo para el PSP 3000. Por un tiempo limitado, los paquetes especialmente marcados incluyen un bono que permite la descarga de la "piel de Deimos" para uso en God of War III. La piel de Deimos estaba disponible en el paquete de paquete PSP y PSP go. Los propietarios recibieron la piel de bonificación con los elementos de la reserva.

## Recepción
God of War: Ghost of Sparta fue recibida positivamente por varios medios de comunicación. IGN declarado que los gráficos son "mejores que una gran parte de juegos de PS2" y que es el "mejor juego en la PSP hasta el momento." En cuanto a jugabilidad, "no hay nada único aquí, pero eso no es algo malo". PlayStation: The Official Magazine declaró que Ghost of Sparta ofrece una experiencia de inmersión a la par de muchos de los mejores juegos de PS3". 1UP afirma que el juego es «una historia más personal que la de otras entregas de GOW».
Eurogamer ha declarado que el "juego en el principio es un problema... es en su enfoque en construcción" y que la serie "principalmente trata sin cesar haciendo pasar la apuesta." El sistema de batalla fue elogiado como fuerte, sin embargo, el revisor declaró que "Existe la sensación de que el Ghost of Sparta es un paso atrás para la serie si has jugado God of War III." Eurogamer afirma que el juego es "mejor disfrutarlo para los recién llegados" o "aquellos que aún no han jugado" God of War III.
Joystiq afirmó que el Ghost of Sparta es "un juego que mantiene el estándar de calidad en el juego, la narración y el factor "Wow!" puro de la serie." El revisor también declaró que el alcance del juego parece que "estaba previsto para el lanzamiento en consolas" y que "si estaban esperando algo realmente innovador, estás de suerte." Game Informer declaró que en cuanto a jugabilidad, "conocen los otros mecánicos de lucha de núcleo, pero para los ajustes les falta recorrer un largo camino hacia la mejora de juego". Game Informer declaró también que "El Ghost of Sparta no tiene momentos alucinantes", pero "Esto no es una historia opcional; Ghost of Sparta es una obra imprescindible para los fans de God of War".

### Premios
En el E3 2010, el Ghost of Sparta recibió nueve premios, incluyendo "Mejor juego de mano", "Mejor juego de PSP" "PSP Game of Show" y otras tres nominaciones. PlayStation: The Official Magazine, premió el Ghost of Sparta con el "Premio de oro". Kotaku otorgó el juego con el Editor Choice indicando que "God of War: Ghost of Sparta es un videojuego épico." En el 2010, en la Spike Video Game Awards, God of War: Ghost of Sparta fue galardonado con el premio "Mejor juego de mano".

## Banda sonora
El 2 de noviembre de 2010, la banda sonora original de God of War: Ghost of Sparta, compuesta por Gerard K. Marino y Mike Reagan, fue lanzada como contenido descargable por Sony Computer Entertainment mediante el paquete pre que incluye tres bonus tracks de Chains of Olympus. También se hizo disponible en iTunes. 

### Canciones
| Track listing |                                     |        |          |  |
| N.º           | Título                              | Música | Duración |  |
| 1.            | «Atlantis»                          | Reagan | 3:09     |  |
| 2.            | «Deimos»                            | Marino | 2:05     |  |
| 3.            | «The Caldera»                       | Reagan | 3:17     |  |
| 4.            | «Battle with the Scylla»            | Reagan | 1:34     |  |
| 5.            | «City of Ashes»                     | Marino | 2:44     |  |
| 6.            | «Aroania Mountains»                 | Reagan | 3:09     |  |
| 7.            | «Daughter of Death»                 | Marino | 1:44     |  |
| 8.            | «Ghost of Sparta»                   | Reagan | 3:00     |  |
| 9.            | «The Brother»                       | Marino | 1:54     |  |
| 10.           | «Canyons of Sorrow»                 | Marino | 3:10     |  |
| 11.           | «The Fallen Brother»                | Marino | 2:49     |  |
| 12.           | «Death's Domain»                    | Reagan | 3:21     |  |
| 13.           | «Deimos' Revenge»                   | Marino | 1:36     |  |
| 14.           | «Brothers in Arms»                  | Marino | 1:21     |  |
| 15.           | «Calliope» (Bonus Track)            | Marino | 2:53     |  |
| 16.           | «The Wrath of Charon» (Bonus Track) | Marino | 1:57     |  |
| 17.           | «Persian Combat» (Bonus Track)      | Marino | 1:37     |  |

## Reliquias
Estos objetos están esparcidos por varios lugares en el juego. Los cuales solo pueden ser utilizados en la segunda partida.
- Brazalete de Calisto: Recuerdo de Deimos y Calisto. Hace que se ganen automáticamente los minijuegos.Se encuentra después de haber luchado con Calisto en el centro del escenario.
- Búho de Atenea: El búho es un símbolo de la sabiduría de Atenea. Ayuda a buscar tesoros, la pantalla se tornará de un verde cada vez más intenso a medida que Kratos se acerque a un cofre. Se encuentra en el templo de Atenea cuando Kratos destruye la estatua.
- Ambrosía de Afrodita: Una bebida de los Dioses. Otorga un ataque brutal: Poder de Esparta (L + X). Se consigue entrando y realizando exitosamente el minijuego del burdel en Esparta 3 veces.
- Anillo del Rey: Anillo del Rey Midas, señor de Pesinunte. Aumenta 10 veces la cantidad de orbes. Se encuentra luego Midas cree que está en el Hades y mete la mano al río de lava.
- Lazos de Ares: Las cadenas con las que tenían prisionero a Deimos. Otorga magia infinita. Se encuentra cerca de la puerta de la muerte, apenas Kratos entra en los dominios de la muerte.
- Pala de Enterrador: Desbloquea el traje del Enterrador para la arena de combate. El traje se presenta como el propio enterrador, que luego de un golpe en el piso, toma su forma de origen, Zeus. Se consigue al "comprar" todos los objetos del Templo de Zeus y al final del camino que aparece.
- Tridente de Poseidón: Permite respirar bajo el agua. Da algunas funciones como subir, bucear y cargar dentro del agua.
- Engranaje del Autómata: El engranaje es el arma del Autómata, también sirve como llave.
- Llave de Creta: La llave abre las puertas de Creta.
- Calavera de Keres: Reliquia antigua de los Dominios de la Muerte. Alberga un poder oscuro, y sirve como llave para entrar en los Dominios de la Muerte.

## Trajes Alternos
- Armadura de Dios: Su habilidad: venganza. Lo consigues al finalizar el juego por primera vez
- Deimos: Su habilidad: infligir daño. Lo consigues al finalizar el juego por primera vez.
- Legionario: Su habilidad: recolectar orbes rojos. Se conseguía al reservar una copia del juego por Amazon o Gamespot, también está disponible para la versión de PlayStation 3 (God of War: Origins Collection). Alternativamente, se puede utilizar la aplicación Cwcheat para desbloquearlo; sin embargo, únicamente se tiene acceso a la apariencia del traje mas no a las habilidades del mismo.
- Robotos: Su habilidad: resistencia al daño. Lo consigues ofreciendo la cantidad de orbes rojos necesarios en el templo de Zeus.
- Fantasma de Esparta: Su habilidad: Plaga de Thera. Lo consigues al pasar el juego en modo dios.
- Enterrador: Su habilidad: nuevo arsenal. Lo consigues en el templo de Zeus luego de haber adquirido todos los ítems presentes en este, lo que permitirá tener acceso a la pala del enterrador y desbloquear el traje. Solo puede utilizarse en la Arena de Combate.